# Галагаз австралійський
Галагаз австралійський (Tadorna tadornoides) — вид водних птахів родини качкових (Anatidae). Ендемік Австралії.

## Поширення
Гніздиться в південній частині Австралії і в Тасманії. Під час південної зими багато птахів переміщаються трохи далі на північ від місця розмноження. Як і інші качки, цей вид також має улюблені місця линьки; одним із них є озеро Джордж, Новий Південний Уельс, де ці птахи збираються у великій кількості. Цей птах живе в основному в озерах, оточених великими рівнинними просторами, і гніздиться в дуплах дерев, в норах на берегах водойм або в подібних місцях.

## Опис
Самець майже повністю чорний, але має каштанові груди, білий комір і темно-зелену голову. Самиця досить схожа, але має білий колір навколо очей. У обох статей під час польоту на крилах з'являються великі білі плями.